# Albert Dupouy
Albert Dupouy (21 de fevereiro de 1901 — 1 de dezembro de 1973) foi um jogador de rugby union francês, medalhista olímpico.

## Carreira
Durante sua carreira esportiva, esteve associado aos clubes de rugby de Cahors, SA Bordelais, US Montauban e Stade bordelais. Ele integrou a equipe da Seleção da França que conquistou a medalha de prata nos Jogos Olímpicos de Verão de 1924 em Paris. Ele jogou as duas partidas da competição, nas quais os franceses derrotaram a Romênia por 61–3 no Stade de Colombes em 4 de maio, e duas semanas depois perderam para os EUA por 3–17.
Depois de terminar a carreira esportiva, tornou-se inspetor alfandegário.